# Oregon Boundary Dispute

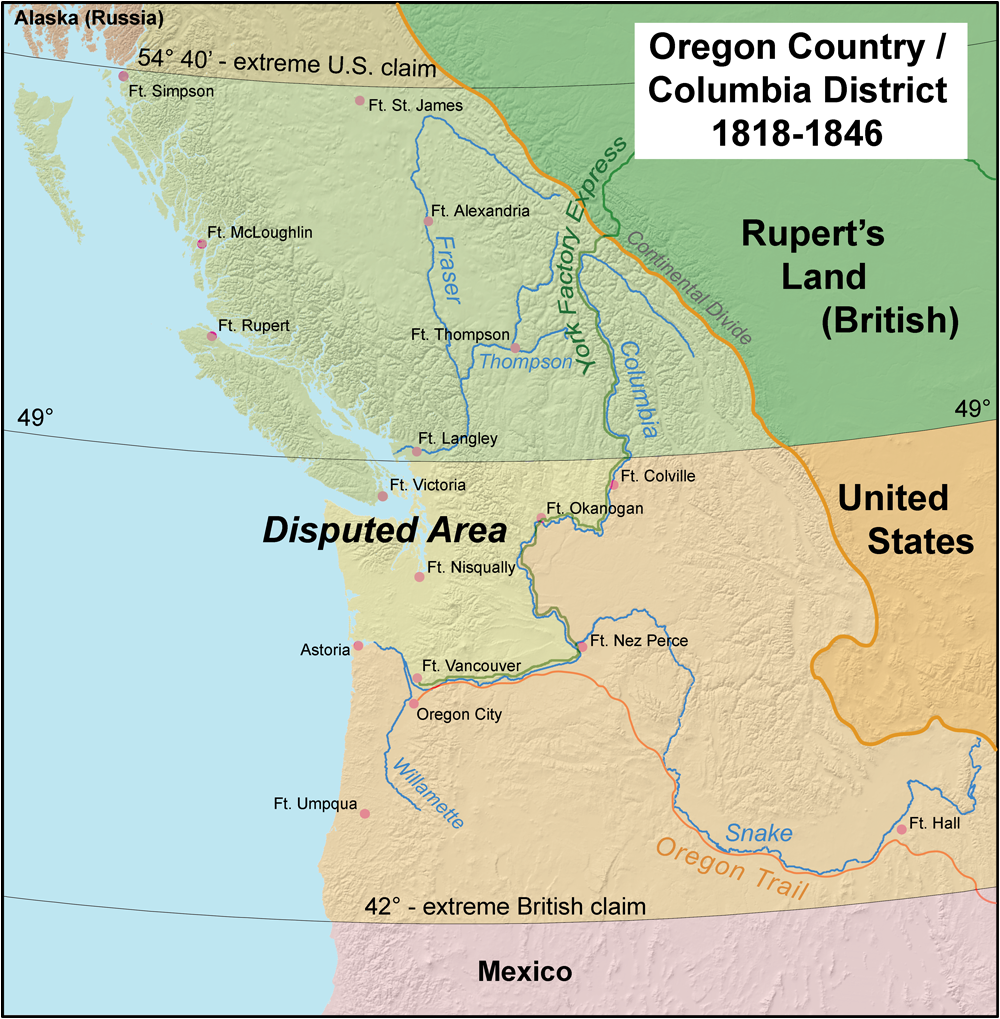
Das Oregon Country bzw. der Columbia District erstreckte sich von 42° N bis 54°40′ N, die am meisten umstrittene Region ist hervorgehoben

Der Oregon Boundary Dispute (dt. etwa „Oregon-Grenzstreit“) oder Oregon Question (dt. etwa „Oregon-Frage“) war eine Kontroverse über die politische Aufteilung des Pazifischen Nordwestens von Nordamerika zwischen mehreren Nationen, die jeweils territoriale Ansprüche an die Region stellten.
Die Expansion in der Region begann im 18. Jahrhundert zwischen dem Russischen Kaiserreich, dem Vereinigten Königreich, Spanien und den Vereinigten Staaten. Bis zu den 1820er Jahren hatten sowohl die Russen mit dem Russisch-Amerikanischen Vertrag von 1824 und dem Russisch-Britischen Vertrag von 1825 als auch die Spanier mit dem Adams-Onís-Vertrag von 1819 formell ihre territorialen Ansprüche in der Region zurückgezogen. Durch diese Verträge erlangten Briten und US-Amerikaner territoriale Ansprüche in dem umstrittenen Gebiet. Der verbliebene Teil der nordamerikanischen Pazifik-Küste, der umstritten war, kann wie folgt abgegrenzt werden: westlich der kontinentalen Wasserscheide, nördlich von Oberkalifornien ab dem 42. nördlichen Breitengrad und südlich von Russisch-Amerika ab 54°40′ nördlicher Breite; üblicherweise wurde diese Region von den Briten Columbia District und von den US-Amerikanern Oregon Country genannt. Der Oregon-Grenzstreit wurde in der geopolitischen Diplomatie zwischen dem British Empire und der jungen amerikanischen Republik bedeutsam, insbesondere nach dem Britisch-Amerikanischen Krieg von 1812.
Bei der Präsidentschaftswahl in den Vereinigten Staaten 1844 sollte die Oregon-Frage derart gelöst werden, das gesamte Gebiet zu annektieren, was der Position der Demokratischen Partei entsprach. Einige Forscher haben auf das fehlende Interesse der United States Whig Party in der Frage hingewiesen, was sie mit der relativen Bedeutungslosigkeit gegenüber anderen inneren Problemen begründeten. Der demokratische Kandidat James K. Polk berief sich auf die Manifest Destiny und appellierte an die expansionistische Stimmung; er bezwang damit den Kandidaten der Whig Party, Henry Clay. Polk übermittelte der britischen Regierung die zuvor angebotene Teilung entlang des 49. Breitengrades. Anschließende Verhandlungen stockten, als die britischen Bevollmächtigten immer noch für eine Grenze entlang des Columbia River stritten. Die Spannungen wuchsen, als US-amerikanische Expansionisten wie Senator Edward A. Hannegan aus Indiana und der Abgeordnete Leonard Henly Sims aus Missouri Polk drängten, den gesamten Pazifischen Nordwesten bis 54°40′ nördlicher Breite zu annektieren, wie es die Demokraten während der Wahl gefordert hatten. Der Aufruhr gab politischen Slogans wie „Fifty-four Forty or Fight!“ (dt. etwa „54-40 – oder Kampf“) Auftrieb. Da die Beziehungen zu Mexiko sich in Folge der Annexion von Texas rapide verschlechtert hatten, schuf die expansionistische Agenda von Polk und den Demokraten die Möglichkeit eines Zweifrontenkrieges für die Vereinigten Staaten. Gerade vor Ausbruch des Mexikanisch-Amerikanischen Krieges kehrte Polk zu seiner früheren Position einer Grenze entlang des 49. Breitengrades zurück.
Der Oregon-Kompromiss von 1846 etablierte die Grenze zwischen Britisch-Nordamerika und den Vereinigten Staaten entlang des 49. Breitengrades bis zur Straße von Georgia, wo die Seegrenze südwärts schwenkte, um Vancouver Island und die Gulf Islands vom Territorium der Vereinigten Staaten auszuschließen. Im Endeffekt wurde ein kleiner Teil der Tsawwassen Peninsula, Point Roberts, eine Exklave der Vereinigten Staaten. Vage Formulierungen im Vertrag ließen Zweifel über den Besitz der San Juan Islands aufkommen, da die Teilung „through the middle of the said channel“ (dt. etwa „durch die Mitte des besagten Kanals“) bis zur Juan-de-Fuca-Straße erfolgte. Während des sogenannten Schweinekonflikts (1859) stimmten beide Nationen einer gemeinsamen militärischen Besetzung der Insel zu. Der deutsche Kaiser Wilhelm I. wurde als Vermittler ausgewählt, um den Streit zu beenden. Dieser setzte eine dreiköpfige Kommission ein, die den Konflikt 1872 zugunsten der Vereinigten Staaten entschied. Damit wurde die Haro-Straße zur Grenze; die Briten hatten eher die Rosario-Straße bevorzugt. Die Grenze zwischen den Vereinigten Staaten und Kanada im Pazifischen Nordwesten wurde durch den Oregon-Kompromiss etabliert und durch die Schlichtung 1872 endgültig festgesetzt.

## Hintergrund
Die Oregon-Frage entstand im 18. Jahrhundert während der frühen Erkundung des Pazifischen Nordwestens durch Europäer und US-Amerikaner. Mehrere Imperien (Großbritannien, Spanien, Russland und die Vereinigten Staaten) hielten das Gebiet für geeignet zur Kolonisation. Seefahrer wie der Spanier Juan José Pérez Hernández, der Brite George Vancouver und der US-Amerikaner Robert Gray gaben einigen regionalen Gewässern wie dem Columbia River und dem Puget Sound ihre modernen Namen und kartierten sie in den 1790er Jahren. Erkundungen über Land wurden 1792 vom Briten Alexander Mackenzie eingeleitet; später folgte die US-amerikanische Lewis-und-Clark-Expedition, welche die Mündung des Columbia 1805 erreichte. Diese Entdecker beanspruchten oftmals die Gebiete der Nordwestküste im Namen ihrer Herrscher. Die Kenntnis vom zahlreichen Vorkommen von Pelztieren wie dem Kalifornischen Seelöwen, Kanadischen Biber und dem Nördlichen Seebären wurden zum Aufbau eines ökonomischen Netzwerks, dem Maritime Fur Trade (dt. etwa Maritimer Pelzhandel), genutzt. Der Pelzhandel in Nordamerika sollte über Jahrzehnte das ökonomische Hauptinteresse der Euro-Amerikaner im Pazifischen Nordwesten bleiben. Die Händler tauschten entlang der Küste mit den indigenen Völkern wie den Chinook, den Aleuten und den Nuu-chah-nulth Waren gegen Pelze.

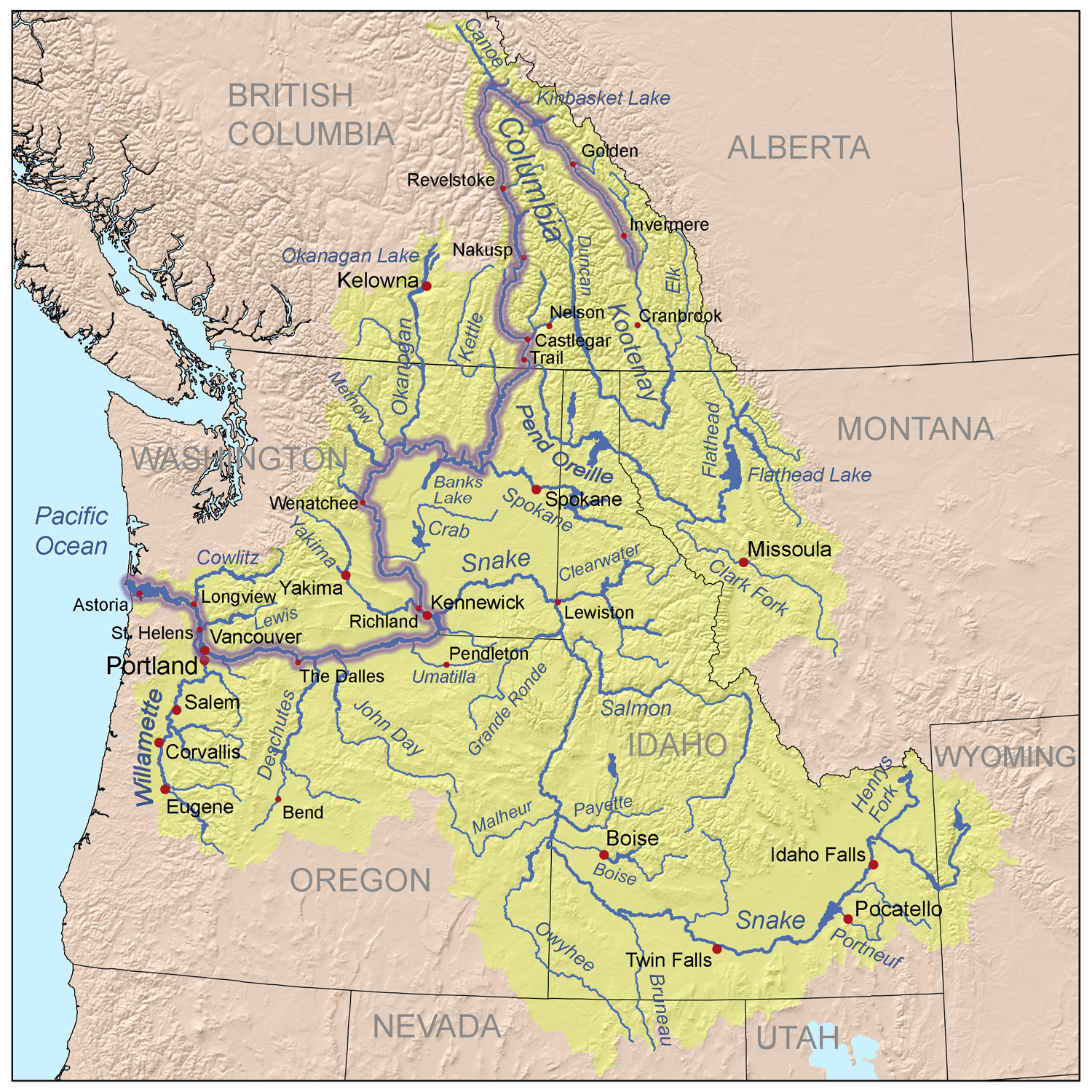
Karte des Columbia River und seiner Zuflüsse mit den heutigen politischen Grenzen und Städten

### Spanische Kolonisation
Eine Reihe spanischer Expeditionen in den Pazifischen Nordwesten wurden zwischen 1774 und 1794 ausgesandt, um die Ansprüche Spaniens an die Region zu begründen:
- 1774 – Juan José Pérez Hernández
- 1775 – Bruno de Heceta und Juan Francisco de la Bodega y Quadra
- 1779 – Ignacio de Arteaga y Bazán und Juan Francisco de la Bodega y Quadra
- 1788 – Esteban José Martínez und Gonzalo López de Haro
- 1789 – José María Narváez
- 1790 – Francisco de Eliza
- 1790 – Salvador Fidalgo
- 1790 – Manuel Quimper
- 1791 – Francisco de Eliza
- 1789–1994 – Alessandro Malaspina di Mulazzo und José de Bustamante y Guerra
- 1792 – Dionisio Alcalá Galiano und Cayetano Valdés
- 1792 – Jacinto Caamaño
- 1793 – Francisco de Eliza und Juan Martínez y Zayas

Auf Vancouver Island wurde die Kolonie Santa Cruz de Nuca gegründet, womit die Spanier die ersten weißen Kolonisten im Pazifischen Nordwesten außerhalb der russischen Besitzungen im Norden waren. Eine Periode der Spannungen mit dem Vereinigten Königreich, die sogenannte „Nootka-Krise“, setzte nach dem Angriff der Spanier auf ein britisches Schiff ein. Drei sogenannte „Nootka-Abkommen“ schlichteten jedoch den Konflikt, indem beide Länder übereinkamen, sich gegenseitig Zugang zur Yuquot zu gewähren und dies gegen dritte zu verteidigen. Obwohl die spanische Kolonie aufgegeben wurde, gab es keine Berücksichtigung in Form einer neuen Grenzziehung in den nördlichen Bereichen von Neuspanien. Ungeachtet der Nootka-Abkommen war es den Spaniern nach wie vor erlaubt, Kolonien in der Region zu begründen, doch das Fehlen jeglicher Versuche aufgrund geopolitischer und innerer Angelegenheiten lenkten die Aufmerksamkeit der Machthaber ab. Mit dem Adams-Onís-Vertrag von 1819 gaben die Spanier formell ihre Ansprüche von Landbesitz nördlich des 42. Breitengrades auf.

### Russische Interessen
The Regierung und Verwaltung des russischen Kaiserreiches gründete mit dem Ukas von 1799 die Russländisch-Amerikanische Kompagnie, ein Monopol russischer Pelzhändler in Russisch-Amerika. Teilweise wegen der wachsenden russischen Aktivitäten im Norden schufen die Spanier die Missionen in Kalifornien, um in Oberkalifornien Kolonien zu gründen. Pläne zur Schaffung russischer Kolonien in den Gebieten der heutigen US-Bundesstaaten Washington und Oregon wurden von Nikolai Petrowitsch Resanow formuliert. Er zielte darauf ab, die primäre Kolonie Russisch-Amerika zur Mündung des Columbia River zu verlegen, obwohl er 1806 nicht in der Lage war, den Fluss zu erreichen; der Plan wurde aufgegeben. 1808 entsandte Alexander Andrejewitsch Baranow den russischen Schoner Nikolai, dessen Kapitän „die Order [hatte], die Küste südlich von Vancouver Island zu erkunden, Tauschgeschäfte mit den Eingeborenen zur Erlangung von Seeotter-Pelzen auszuführen und wenn möglich den Ort für eine dauerhafte russische Ansiedlung im Oregon Country auszumachen“.:4 Das Schiff scheiterte an der Olympic-Halbinsel und die Überlebenden kehrten zwei Jahre lang nicht nach Nowo-Archangelsk zurück. Der Misserfolg des Schiffes, einen geeigneten Ort zu finden, ließ die Russen annehmen, es lohne sich nicht, große Teile der Nordwestküste zu besiedeln.:30 Ihr Interesse am Puget Sound und am Columbia River richtete sich auf Oberkalifornien, wo Fort Ross alsbald gegründet war. Der russisch-amerikanische Vertrag von 1824 und der Vertrag von Sankt Petersburg (1825) mit den Briten schuf formell die südliche Grenze von Russisch-Amerika auf 54°40′ nördlicher Breite.

### Frühe britisch-amerikanische Konkurrenz
Weder Russland noch Spanien verfolgten in den 1810er Jahren substanzielle Pläne zur Gründung von Kolonien entlang der Nordwestküste. Die Briten und die US-Amerikaner waren die beiden verbleibenden Nationen mit Bürgern, die wirtschaftliche Aktivitäten in der Region verfolgten. Beginnend mit einer Gruppe der in Montreal beheimateten North West Company (NWC), die 1807 von David Thompson angeführt wurde, begannen die Briten landgestützte Erkundungen und eröffneten in der gesamten Region Handelsposten. Thompson erkundete intensiv das Einzugsgebiet des Columbia River. Am Zusammenfluss von Columbia und Snake River errichtete er am 9. Juli 1811 einen Pfahl mit der Aufschrift „Wisse, dass dieses Land durch Großbritannien als Teil seines Territoriums beansprucht wird …“; außerdem statuierte er die Absicht der NWC, an dieser Stelle einen Handelsposten zu bauen. Fort Nez Percés wurde an diesem Ort 1818 gegründet. Die US-amerikanische Pacific Fur Company (PFC) begann ihre Geschäftstätigkeit 1811 im Fort Astoria, das an der Mündung des Columbia River errichtet worden war. Der Ausbruch des Britisch-Amerikanischen Krieges 1812 führte nicht zu einer gewaltsamen Konfrontation zwischen den konkurrierenden Gesellschaften im Pazifischen Nordwesten. Geführt von Donald Mackenzie stimmten die Beamten der PFC in einem am 23. November 1813 unterzeichneten Vertrag der Abtretung ihrer Gewinne an die Konkurrenten der NWC zu.:222-223 Die HMS Racoon, eine Sloop der Royal Navy mit 18 Kanonen, wurde zur Einnahme von Fort Astoria beordert, obwohl der Posten in der Zwischenzeit bereits unter Kontrolle der NWC stand. Nach dem Zusammenbruch der PFC agierten US-amerikanische Mountain Men in kleinen Gruppen in der Region; sie waren üblicherweise östlich der Rocky Mountains stationiert und trafen sich einmal jährlich zu einem Rendezvous.

## Gemeinsame Inbesitznahme

### Vertrag von 1818
Diplomaten der beiden Staaten strebten 1818 Verhandlungen über eine Grenzziehung zwischen den beanspruchten Gebieten an. Die US-Amerikaner schlugen die Teilung entlang des 49. Breitengrades vor, welcher auch östlich der Rocky Mountains die Grenze zwischen den Vereinigten Staaten und Britisch-Nordamerika darstellte. Das Fehlen exakter kartographischer Kenntnisse ließ die US-amerikanischen Diplomaten erklären, der Louisiana Purchase gäbe ihnen ein unanfechtbares Besitzrecht an der Region. Britische Diplomaten wollten eine weiter südlich am Columbia River gelegene Grenze, um so die Kontrolle der North West Company (später der Hudson’s Bay Company (HBC)) über den lukrativen Pelzhandel entlang des Flusses zu erhalten. Die Diplomatenabordnungen konnten sich über beidseits zufriedenstellende Formulierungen nicht einigen und verharrten bis Oktober in einer gegenseitigen Blockade. Albert Gallatin, der wichtigste Verhandler der Amerikaner, war zuvor instruiert worden, bis zum Zusammentreten der dritten Sitzung des 15. Kongresses, die für den 16. November angesetzt war, ein vorläufiges Abkommen vorzulegen.
Ein finales Angebot wurde dem britischen Generalbevollmächtigten, Frederick John Robinson, über die westliche Fortsetzung der Grenze am 49. Breitengrad unterbreitet, als dieser das Vereinigte Königreich verließ und, wie Gallatin erklärte, „alle Gewässer, die in den so genannten Gulf of Georgia entwässern“ dem Vereinigten Königreich zuschreiben lassen wollte. Dies hätte „all das Territorium, das westlich der Kaskadenkette und nördlich der Columbia-River-Wasserscheide bis zum Golf“ wie den gesamten Puget Sound zusammen mit der Strait of Georgia und der Juan-de-Fuca-Straße Großbritannien zugeschlagen. Robinson erhob Einspruch gegen den Vorschlag. Das Anglo-Amerikanische Abkommen von 1818 jedoch, das die meisten anderen Konflikte aus dem Britisch-Amerikanischen Krieg von 1812 regelte, sah die gemeinsame Besetzung der Region für zehn Jahre vor.

### Teilungspläne

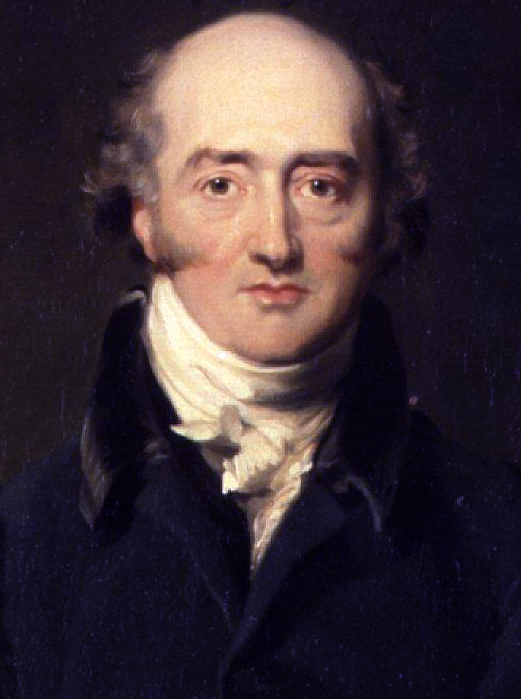
George Canning wurde als aktivster Außenminister für das Bestehen der britischen Ansprüche auf eine Teilung entlang des Columbia River eingeschätzt.

Als das Auslaufen der Vertrags über die gemeinsame Besetzung näherrückte, fand 1824 eine zweite Runde von Verhandlungen statt. Der US-amerikanische Minister Richard Rush bot das Auslaufen der Übereinkunft mit einer Zusatzklausel zum 2. April an. Der 51. Breitengrad sollte eine provisorische Grenze im Pazifischen Nordwesten bilden, südlich derer keine weiteren britischen Siedlungen gegründet werden sollten und auch keine amerikanischen nördlich davon.:166 Ungeachtet Rushs Offerte, die temporäre Grenze auf den 49. Breitengrad zu verschieben, wurde das Angebot von den britischen Verhandlungsführern zurückgewiesen. Sein Vorschlag wurde als mögliche endgültige Regelung für die Teilung des Pazifischen Nordwestens angesehen. Die britischen Bevollmächtigten William Huskisson und Stratford Canning preschten stattdessen am 29. Juni mit einer dauerhaften Grenze entlang des 49. Breitengrades bis zum Hauptstrom des Columbia River vor. Mit den formell fallengelassenen britischen Ansprüchen südlich und östlich des Columbia River fokussierte sich die Oregon-Frage folglich auf das Gebiet des späteren West-Washington und den südlichen Teil von Vancouver Island.:166 Rush reagierte auf den britischen Vorschlag und wies ihn als unvorteilhaft zurück, wie die Briten es mit seinem Vorschlag getan hatten; er verließ die Gespräche und brachte sie zum Stillstand.
Während des gesamten Jahres 1825 diskutierte der britische Außenminister George Canning mit dem Gouverneur der HBC, John Pelly, über eine potenzielle Übereinkunft mit den Vereinigten Staaten. Pelly hielt die Grenze entlang von Snake und Columbia River für vorteilhaft für das Vereinigte Königreich und seine Firma.:184-188 Als er im April 1826 den US-amerikanischen Minister Rufus King kontaktierte, erwartete Canning eine Übereinkunft in der Oregon-Frage. Gallatin war der amtierende Botschafter der Vereinigten Staaten im Vereinigten Königreich und erhielt im Juli 1826 Anweisungen von Außenminister Henry Clay, den Briten die Teilung des Pazifischen Nordwestens entlang des 49. Breitengrades anzubieten. In einem Brief an Premierminister Lord Liverpool von 1826 präsentierte Canning die Möglichkeiten des Handels mit dem Qing-Reich, wenn eine Übereinkunft über die Teilung des Pazifischen Nordwestens mit dem Anmerikanern zustande käme. Er erkannte die amerikanischen Rechte am Besitz von Astoria an, ungeachtet dessen, dass die fortgesetzte Nutzung durch die NWC und später durch die HBC „absolute unvertretbar“ sei. Dieses diplomatische Entgegenkommen empfand Canning als Schwächung der territorialen Ansprüche Großbritanniens. Eine Grenze entlang des Columbia River würde „einen immensen direkten Verkehr zwischen China und womöglich, wenn wir sie nicht preisgeben, den grenzenlosen Gründungen an der Nordwestküste Amerikas“ ergeben.

### Wiederaufleben
Huskisson wurde gemeinsam mit Henry Unwin Addington für die Verhandlungen mit Gallatin beauftragt. Anders als sein Vorgänger Canning hatte Huskisson eine negative Sicht auf das Monopol der HBC und sah die Region in fortgesetztem Streit mit den Amerikanern „mit geringer Konsequenz für die Briten“.:184-188 Zu dieser Zeit waren die Angestellten der HBC die einzigen permanenten weißen Siedler in der Region, doch ihre wirtschaftlichen Aktivitäten wurden nicht von Huskinisson im Austausch mit Gallatin benutzt.:184-188 Die 1824 von Pelly und Canning angebotene Teilung mit einer Grenze am Columbia River wurde zurückgewiesen. Das Argument, mit dem dem Angebot begegnet wurde, war dasselbe wie 1824, dass eine solche Grenze den Vereinigten Staaten einen leicht zugänglichen Tiefwasserhafen am Pazifik verwehren würde. Die britischen Verhandler boten den Amerikanern, um dies abzuschwächen, eine losgelöste Olympic Peninsula als amerikanisches Territorium mit Zugang zur Juan-de-Fuca-Straße und zum Puget Sound an.:184-188 Dies war in den Augen der Amerikaner jedoch unbefriedigend. Die diplomatischen Gespräche wurden fortgesetzt, doch eine für beide Seiten befriedigende Lösung wurde nicht gefunden. Der Vertrag von 1818 wurde am 7. August 1827 mit einer von Gallatin hinzugefügten Klausel erneuert, dass eine einjährige Frist eingeführt wurde, wenn einer der Partner das Abkommen kündigen wolle. Nach dem Tod von Canning und dem Scheitern einer zufriedenstellenden Teilung der Region mit den Amerikanern „war Oregon von den [britischen] Politikern fast vergessen …“.:184-188

## Bedeutung in den Vereinigten Staaten

### Regionale Aktivitäten
Amerikanische protestantische Missionare kamen erstmals in den 1830er Jahren in die Region und gründeten die Methodistische Mission in Oregon im Willamette Valley und die Whitman-Mission östlich der Kaskaden. Ewing Young schuf in den frühen 1830er Jahren ein Sägewerk und eine Mühle im Willamette Valley. Er und mehrere andere amerikanische Kolonisten gründeten 1837 die Willamette Cattle Company, um über 600 Stück Vieh in das Willamette Valley zu bringen, wobei etwa die Hälfte seiner Anteile von McLoughlin gekauft wurden. Mehr als 700 Siedler erreichten in der „Großen Wanderung von 1843“ über den Oregon Trail die Region. Die provisorische Regierung des Oregon Country wurde gleichfalls 1843 im Willamette Valley etabliert. Ihr Einfluss war auf die interessierten Amerikaner und die franko-kanadischen Angestellten der HBC im Tal beschränkt.

### John Floyd

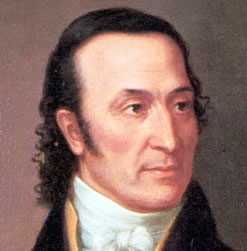
Der Abgeordnete John Floyd war der prominenteste frühe Vertreter des Kongresses zugunsten ausgedehnter US-amerikanischer Ansprüche im Pazifischen Nordwesten.

Die ersten Bemühungen der US-amerikanischen Regierung für proaktives Handeln bei der Kolonisierung des Pazifischen Nordwestens begannen 1820 während der 2. Sitzung des 16. Kongresses. John Floyd, ein Abgeordneter aus Virginia, stand einer Initiative vor, welche „die Besetzung des Columbia River autorisieren und den Handel und die Beziehungen mit den dort lebenden Indianern regulieren“ würde. Der Gesetzentwurf verlangte außerdem nach einer Kultivierung kommerzieller Beziehungen zum chinesischen Kaiserreich und dem Tokugawa-Shogunat. Sein Interesse an der weit entfernten Region regte sich möglicherweise, nachdem er den früheren PFC-Angestellten Russell Farnham getroffen hatte. Floyd hatte die Unterstützung des befreundeten Abgeordneten aus Virginia Thomas Van Swearingen und des Abgeordneten Thomas Metcalfe aus Kentucky. Der Gesetzentwurf wurde sowohl dem Kongress als auch Präsident Monroe vorgelegt. Im Kongress wurde Floyds Gesetzentwurf von einem Mitglied verteidigt, der ausführte, es handele sich nicht „um den Versuch einer kolonialen Besiedlung. Das zur Besetzung vorgeschlagene Territorium ist bereits Teil der Vereinigten Staaten.“ Monroe erkundete die Haltung des Außenministers John Quincy Adams zu potenziellen Korrekturen. Adams berichtete: „Das Papier war von A bis Z fehlerhaft und voller erfolgloser Begründungen, individueller Reflexionen und rüder Beschimpfungen. Da konnte nichts außer durch das Feuer korrigiert werden.“ Vor Ende der Legislatur zweimal behandelt, „hielten die wenigsten Abgeordneten dies für ein ernsthaftes Vorgehen“; es wurde abgelehnt.
Floyd fuhr fort, die Gesetzgebung für eine US-amerikanische Kolonie am Pazifik zu bemühen. Seine Karriere als Abgeordneter endete 1829, doch die Oregon-Frage wurde bis 1837 nicht wieder im Kongress aufgegriffen. Die nördliche von Floyd vorgeschlagene Grenze war zunächst der 53. Breitengrad, später 54°40′ Nord.:118 Diese Gesetzentwürfe trafen nach wie vor auf das Desinteresse oder die Opposition anderer Kongressmitglieder. Insbesondere über einen wurde mit einem Ergebnis von 100 zu 61 abgestimmt.:118 Der Senator aus Missouri Thomas H. Benton wurde ein Unterstützer von Floyds Bemühungen und dachte daran, „die Saat einer kraftvollen und unabhängigen Macht jenseits der Rockies auszubringen.“:118 John C. Calhoun, damals Kriegsminister und gleichzeitig in gewisser Hinsicht interessiert an Floyds Gesetzesvorlagen, gab seiner Meinung darüber Ausdruck, dass die HBC eine ökonomische Gefahr der kommerziellen Interessen der Vereinigten Staaten im Westen sei.
„… so lange britische Pelzhändler freien Zugang zur Region der Rocky Mountains von verschiedenen Vorposten aus haben … werden sie in großem Ausmaß den Pelzhandel westlich des Mississippi monopolisieren, um in den nächsten Jahren unseren eigenen Handel komplett zu verdrängen.:118

### Präsidentschaftswahl 1844
Die Präsidentschaftswahl in den Vereinigten Staaten 1844 war definitiv der Wendepunkt für die Vereinigten Staaten. Die Aufnahme der Republik Texas in den Staatenbund durch diplomatische Verhandlungen am Beginn des Prozesses der Annexion von Texas war umstritten. Zur selben Zeit wurde die Oregon-Frage „eine Waffe im Kampf um die innere Macht“.:35 Beim Nationalkonvent der Demokraten 1844 erklärte das Parteiprogramm „Dass unser Anspruch auf das gesamte Oregon-Territorium klar und unzweifelhaft ist; dass kein Teil desselben an England oder irgendeine andere Macht abgetreten werden sollte, und dass die Rückeroberung von Oregon und die Re-Annexion von Texas zum frühest erreichbaren Zeitpunkt große amerikanische Maßnahmen sind …“ Indem der Oregon-Streit mit der kontroverser geführten Debatte über Texas verknüpft wurde, appellierten die Demokraten an expansionistische Mitglieder sowohl aus den Nord- wie aus den Südstaaten.:35 Die Erweiterung im Pazifischen Nordwesten bot die Möglichkeit, Befürchtungen den Nordens zu beschwichtigen, mit Texas einen weiteren Sklavenstaat aufzunehmen, indem im Gegenzug weitere freie Staaten als Balance aufgenommen wurden. Der demokratische Kandidat James K. Polk trat an, einen knappen Sieg über den Kandidaten der United States Whig Party Henry Clay davonzutragen, teilweise weil Clay gegen die sofortige Erweiterung in Texas Stellung bezog. Trotz der Benutzung der Oregon-Frage in der Wahl, so Edward Miles, war der Punkt „kein wichtiger Teil des Wahlkampfes“, da „die Whigs die Diskussion fortgesetzt hätten“.

#### „Fifty-four Forty or Fight!“
Ein populärer Slogan, der später mit Polk und seinem Wahlkampf von 1844 verknüpft wurde, „Fifty-four Forty or Fight!“ (dt. etwa „54-40 [in Bezug auf den Breitengrad] oder Kampf!“), war tatsächlich nicht während der Wahl ins Leben gerufen worden. Er tauchte nur bis Januar 1846 auf, teilweise beworben und getrieben durch die der Demokratischen Partei verbundene Presse. Die Phrase ist seitdem häufig fälschlicherweise als Wahlkampfslogen von Polk identifiziert worden, selbst in einigen Büchern.:123:223 Bartlett's Familiar Quotations, ein allgemein verbreitetes Buch mit Zitaten, schreibt den Slogan William Allen a zu. 54°40′ Nord war die südliche Grenze von Russisch-Amerika und galt als nördlichste Grenze des Pazifischen Nordwestens. Ein tatsächlich benutzter demokratischer Wahlkampfslogan für diese Wahl (in Pennsylvania) war der eher profane „Polk, Dallas, und der Zollabbau von '42“.:123

## Britische Interessen

### Hudson’s Bay Company

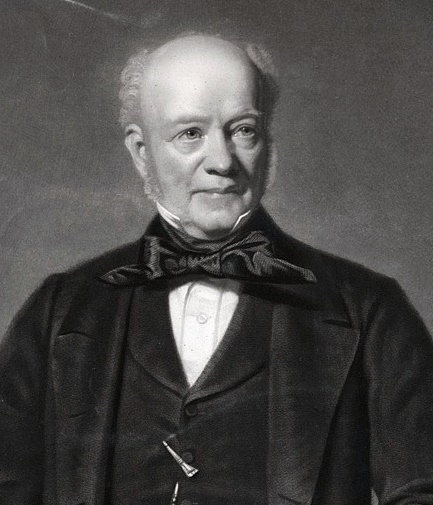
George Simpson, Manager der HBC-Aktivitäten in Nordamerika, berichtete 1837, dass der Pazifische Nordwesten „ein sehr interessantes Objekt von großer Bedeutung werden kann; wir bemühen uns, unsere Ansprüche geltend zu machen … indem wir durch Gründung von Farmen und die Ansiedlung einiger unserer berenteten Beamten und Bediensteten den Kern einer Kolonie bilden.“

Die Hudson’s Bay Company (HBC) verschmolz 1821 mit der North West Company und übernahm zahlreiche ihrer Pelzhandelsstationen. Die HBC besaß eine Lizenz, als Briten mit den zahlreichen indigenen Völkern der Region Handel zu treiben. Ihre Netzwerke und Handelsposten erstreckten sich südwärts von New Caledonia, einem weiteren HBC-Pelzhandelsbezirk, bis ins Columbia Basin (der Großteil von New Caledonia liegt südlich von 54°40' N). Das Hauptquartier der HBC für die gesamte Region wurde 1824 im Fort Vancouver (dem modernen Vancouver (Washington)) gegründet. Im Verlauf des Jahres diskutierte George Simpson mit Gouverneur Colville die „unsicheren Ansprüche am Columbia“; er erwog die Beendigung der Aktivitäten am Fluss.:339 „Wenn die Amerikaner an der Mündung des Columbia siedeln, würde es meiner Meinung nach notwendig, die Küste [südlich des Flusses] zu verlassen …“ stellte Simpson fest; die Posten der HBC sollten „in den Norden verlegt …“ werden. Zu Spitzenzeiten Ende der 1830er / Anfang der 1840er Jahre führte Fort Vancouver die Aufsicht über 34 Außenposten, 24 Häfen, sechs Schiffe und 600 Angestellte.

### Innerstaatliche Sicht
Der Edinburgh Review erklärte den Pazifischen Nordwesten zur „letzte[n] Ecke der Erde, die von der Inbesitznahme durch eine zivilisierte Rase frei ist. Wenn Oregon kolonisiert werden sollte, könnte die Karte der Welt als ausgefüllt gelten“.:185

### Präsenz der Marine
Die Schiffe der Royal Navy wurden während dieser Jahrzehnte in den Pazifischen Nordwesten beordert, um sowohl das kartographische Wissen zu erweitern als auch die Pelzhandelsstationen zu beschützen. Die Briten stationierten 1826 die Pacific Station in Valparaíso in Chile, und vergrößerten damit die strategischen Kapazitäten der Marine. Eine Schwadron wurde dorthin verlegt. Später wurden Schiffe in den Pazifischen Nordwesten entsandt und außerhalb des Hafens stationiert. Die HMS Blossom verweilte im Jahr 1818 in der Region. Die nächste Erkundungsexpedition wurde 1837 mit der HMS Sulphur und der HMS Starling ausgeführt; die Aktivitäten hielten bis 1839 an. Im Juli 1844 erreichte die HMS Modeste von der Pacific Station aus den Columbia River, um Aufklärung über die HBC-Stationen zu erlangen. Der Chef-Angestellte James Douglas beschwerte sich, dass „die Marine-Offiziere mehr Geschmack an einer Lerche als an einer 'muffigen' Lektion über Politik oder die größeren relevanten Fragen von nationalem Interesse“ hätten.:180 Die Modeste besuchte die Handelsposten der HBC in den Forts George, Vancouver, Victoria und Simpson.

## Politische Bemühungen während der Präsidentschaft von Tyler
Lewis Linn, Senator aus Missouri, legte – teilweise inspiriert von Floyds vorangegangenen Bemühungen – 1842 eine Gesetzgebung vor. Linns Vorschlag verlangte von der Regierung, Landzuweisungen an Männer vorzunehmen, die an einer Besiedlung des Pazifischen Nordwestens interessiert waren. Die Ankunft von Alexander Baring, 1. Baron Ashburton, im April 1842, entsandt um mehrere territoriale Streitigkeiten mit den Vereinigten Staaten beizulegen, verzögerte Linns Gesetzgebungsverfahren. Ursprünglich auf den Pazifischen Nordwesten fokussiert, präsentierte Ashburton dem US-Außenminister Daniel Webster den Vorschlag von 1824 von Canning, der die Teilung entlang des Columbia River vorsah. Webster wies das Angebot aus denselben Gründen zurück, aus denen es schon früher verworfen worden war; die Teilung würde die USA ohne geeignete Orte für einen großen Pazifikhafen lassen. Webster wies darauf hin, Ashburtons Vorschlag könne für die Amerikaner akzeptabel sein, wenn diese mit der zu Mexiko gehörenden San Francisco Bay entschädigt würden. Ashburton leitete das Angebot an seine Vorgesetzten weiter, doch wurde nichts weiter unternommen. Beide Diplomaten konzentrierten sich auf den Aroostook-Krieg und formulierten den Webster-Ashburton-Vertrag.
Mit der finalen Sitzung des 27. Kongresses am 19. Dezember 1842 präsentierte Linn einen ähnlichen Gesetzentwurf zur Kolonisierung des Pazifischen Nordwesten, den er mit „durch die anglo-amerikanische Rasse, welche unsere Grenzen vom Atlantischen bis zum Pazifischen Ozean ausdehnen wird“ formulierte. Die Debatte über diesen Entwurf dauerte mehr als einen Monat; er wurde schließlich im Senat mit 24 zu 22 Stimmen angenommen. In Opposition zu Linns Gesetzentwurf wurde die Erklärung von Calhoun bekannt, dass die US-Regierung eine Politik der „weisen und meisterhaften Inaktivität“ b in Oregon verfolgen solle, so dass die Besiedlung die abschließende Grenze bestimmen würde. Viele von Calhouns Genossen aus der Demokratischen Partei begannen jedoch schon bald, einen eher direkten Ansatz zu befürworten.:109-110
Bis Anfang 1843 kehrte Webster zur Oregon-Frage zurück und formulierte einen Plan, der die britische Offerte von 1826 bezüglich der Enklave auf der Olympic Peninsula und den Kauf von Oberkalifornien von Mexiko einschloss. Die zunehmenden Feindseligkeiten zwischen Präsident Tyler und der Whig Party führten zu Websters Desinteresse an der Fortsetzung des Amtes als Außenminister und sein Plan wurde zurückgestellt. Der US-amerikanische Minister für das Vereinigte Königreich, Edward Everett, erhielt im Oktober 1843 die Vollmacht, mit den britischen Offiziellen die Oregon-Frage zu lösen. In einem Treffen mit Premierminister Robert Peels Außenminister George Hamilton-Gordon, 4. Earl of Aberdeen, am 29. November präsentierte Everett die von Präsident John Tyler geprüften Formulierungen. Das alte Angebot vom 49. Breitengrad zusammen mit freiem Zugang zum Columbia River wurde einmal mehr vorgelegt. Bei Präsident Tylers Ansprache zur Lage der Nation am 6. Dezember des Jahres beanspruchte dieser jedoch „die gesamte Region des am Pazifik gelegenen Landes zwischen 42° und 54°40′ nördlicher Breite“. Nach Erhalt dieser Deklaration begann Aberdeen, den Ausschuss und Gouverneur Pelly zu konsultieren, die vorher aus den meisten diplomatischen Verhandlungen ausgeschlossen gewesen waren.:231

## Präsidentschaft von Polk

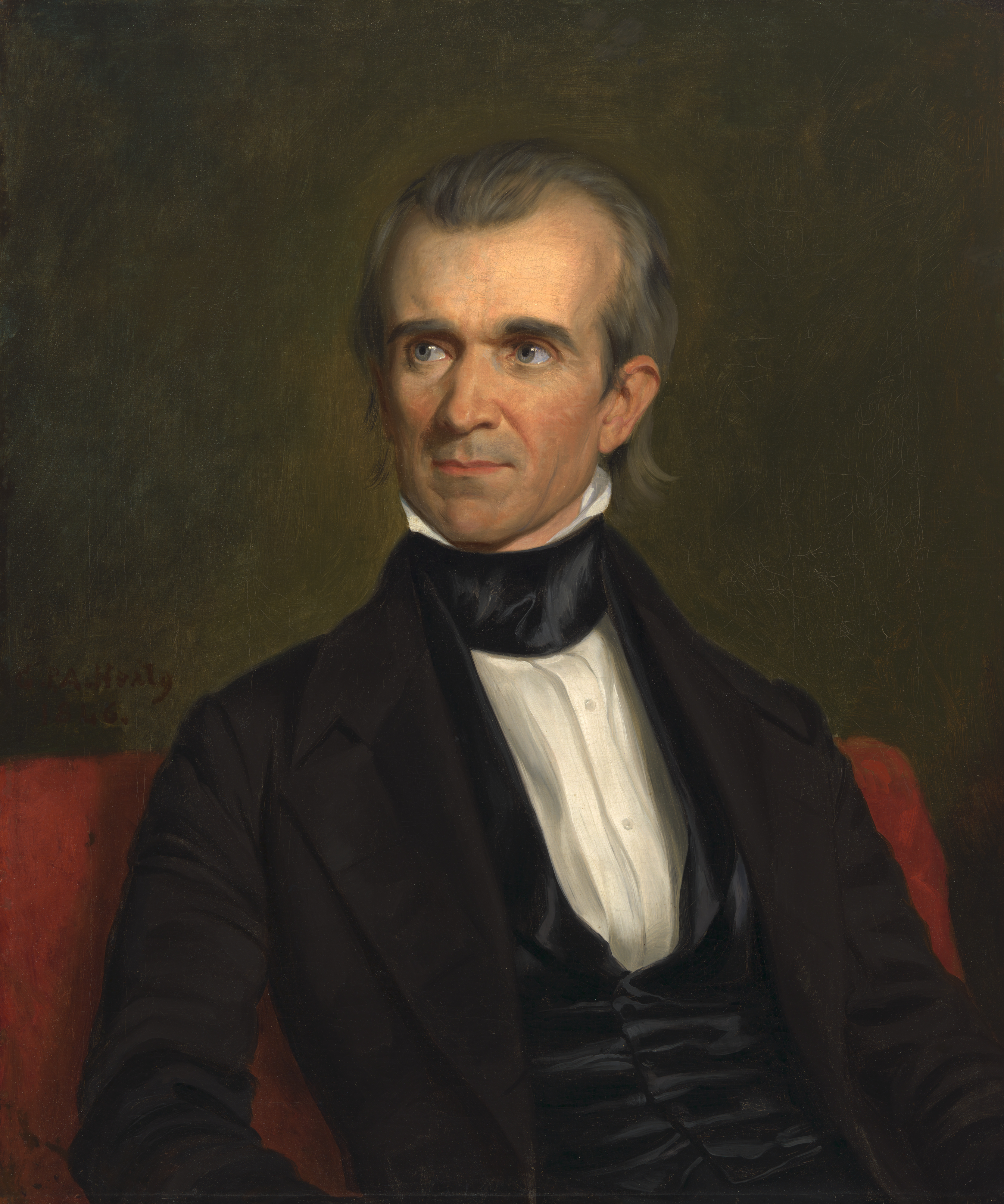
Präsident James K. Polk wurde 1844 teilweise wegen seiner Unterstützung substanzieller Ansprüche gegen die Briten gewählt. Ein Großteil seiner Rhetorik war darauf ausgelegt, dass das Vereinigte Königreich den lange auf dem Tapet liegenden Vorschlag einer Teilung am 49. Breitengrad akzeptierte.

In seiner Rede zur Amtseinführung im März 1845 sagte Präsident Polk das Parteiprogramm zitierend, dass die Ansprüche der Vereinigten Staaten an Oregon „klar und fraglos“ seien. Die Spannungen wuchsen, wobei beide Seiten angesichts eines möglichen Krieges die Anstrengungen zur Grenzsicherung verstärkten. Ungeachtet Polks dreister Sprache war er auf Kompromisse bedacht und hatte keine echte Angst vor einem Krieg wegen Oregon. Er glaubte, dass eine feste Haltung die Briten zwingen würde, einem für die Vereinigten Staaten annehmbaren Beschluss zuzustimmen. Während eines Treffens mit dem Abgeordneten James A. Black am 4. Januar 1846 sagte Polk, „dass der einzige Weg, John Bull zu behandeln, [sei,] ihm geradewegs in die Augen zu sehen … wenn der Kongress zögert [sic] … würde John Bull sofort arrogant und habsüchtiger in seinen Forderungen werden …“:153-155 Doch Polks Position zu Oregon war nicht bloß Gehabe: Er glaubte aufrichtig, dass die Vereinigten Staaten einen legitimen Anspruch auf die gesamte Region hätten.:118-120 Er wies britische Offerten zur Beilegung des Konflikts durch eine Schlichtung aus Angst zurück, dass keine unabhängige dritte Partei gefunden werden könnte.:322
Viele Zeitungsverleger in den Vereinigten Staaten tobten mit Polk, die gesamte Region zu beanspruchen, wie die Demokraten dies in ihrem Wahlkampf 1844 vorgeschlagen hatten. Überschriften wie „Das ganze Oregon oder nichts“ des Herausgebers des Union Thomas Ritchie erschienen am 6. November 1845. In einer Kolumne der New York Morning News vom 27. Dezember 1845, trat der Herausgeber John L. O’Sullivan dafür ein, dass die Vereinigten Staaten ganz Oregon „nach dem Recht, das die Vorsehung uns verlieh, unserer offensichtlichen Bestimmung, uns über den Kontinent zu verbreiten und ihn in Besitz zu nehmen …“ beanspruchen sollten. Bald darauf wurde der Begriff „offensichtliche Bestimmung“ eine Standardformulierung der Expansionisten und fester Bestandteil des US-amerikanischen Sprachgebrauchs. O’Sullivans Version der „offensichtlichen Bestimmung“ war kein Aufruf zum Krieg, doch tauchten solche Rufe bald auf.
Nach Polks Amtseinführung erhielten britische Diplomaten Anweisungen, die von HBC-Führern wie Simpson beeinflusst waren, dessen Vorschläge über Pelly und danach über Aberdeen an den britischen Botschafter in den Vereinigten Staaten Richard Pakenham übermittelt wurden. In einem Brief an Calhoun vom August 1844 machte sich Pakenham für eine Grenze entlang des Columbia River stark. Er bot die – wahrscheinlich von Simpson stammende – Option an: Die Amerikaner könnten im Gegenzug Marinebasen auf dem südlich des 49. Breitengrades gelegenen Teil von Vancouver Island oder entlang der Juan-de-Fuca-Straße auswählen.:231 Diplomatische Kanäle setzten die Verhandlungen über 1844 fort; bis Anfang 1845 berichtete Everett vom Willen Aberdeens, den 49. Breitengrad zu akzeptieren, vorausgesetzt, der südliche Teil von Vancouver Island würde britisches Territorium.
Im Sommer 1845 erneuerte die Polk-Administration ihren Vorschlag, Oregon entlang des 49. Breitengrades bis zum Pazifik zu teilen. US-Außenminister James Buchanan bot am 12. Juli:240 den Briten mehrere vorgesehene Häfen im südlichen Teil von Vancouver Island an, doch die Schifffahrtsrechte auf dem Columbia River waren nicht eingeschlossen. Weil dieser Vorschlag hinter dem früheren Angebot der Tyler-Administration zurückblieb, wies ihn Pakenham zurück, ohne zuvor London zu kontaktieren.:240 Beleidigt zog Polk den Vorschlag offiziell am 30. August 1845 zurück und brach die Verhandlungen ab. Aberdeen strafte Pakenham für diesen diplomatischen Fehltritt ab und ordnete die Neuaufnahme des Dialogs an. Bis dahin waren jedoch Polk die britischen Intentionen verdächtig geworden und unter wachsendem politischen Druck war er nicht zu Kompromissen bereit. Er schlug den Neubeginn der Verhandlungen aus.:322:237–249, 296–300

## Kriegsdrohungen
| Bedeutende Personen in der Oregon-Frage            | Bedeutende Personen in der Oregon-Frage                 |
| Vereinigte Staaten                                 | Vereinigtes Königreich                                  |
| -------------------------------------------------- | ------------------------------------------------------- |
| James K. Polk Präsident                            | Robert Peel Premierminister                             |
| James Buchanan Außenminister                       | Earl of Aberdeen Außenminister                          |
| Louis McLane Botschafter im Vereinigten Königreich | Richard Pakenham Botschafter in den Vereinigten Staaten |

### Druck aus dem Kongress

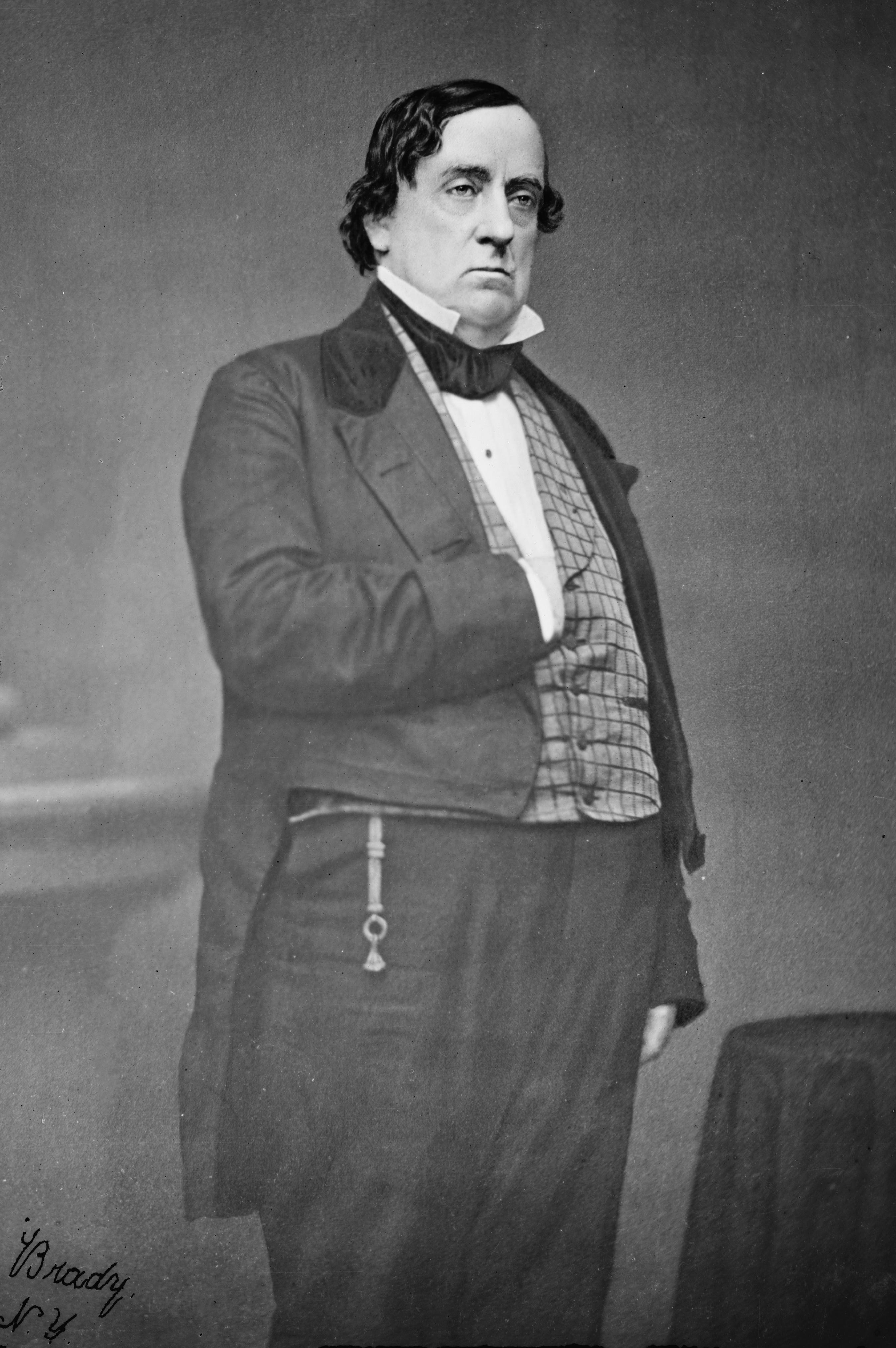
Senator Lewis Cass war ein führender Verfechter der Forderung „54°40′“, trat jedoch von den Ansprüchen zurück, als diese unhaltbar wurden. Wie James Buchanan hatte Cass Ambitionen auf die Präsidentschaft und wollte die Amerikaner auf keiner Seite der Oregon-Frage abschrecken.

In seiner Amtsantrittsrede vor dem Kongress am 2. Dezember 1845 empfahl Polk, den Briten die erforderliche einjährige Frist einzuräumen, nach der die vereinbarte gemeinsame Besetzung von Oregon enden sollte. Demokratische Expansionisten im Kongress aus dem Mittleren Westen, angeführt von den Senatoren Lewis Cass aus Michigan, Edward A. Hannegan aus Indiana und William Allen aus Ohio, riefen dazu auf, eher Krieg gegen das Vereinigte Königreich zu führen als auf irgendeinen Anspruch südlich von 54°40′ Nord zu verzichten. Diese Äußerungen wurden von einer Reihe von Faktoren, darunter der traditionellen Anglophobie und dem Glauben an den „besseren“ Anspruch und die „bessere“ Nutzung des Landes durch die US-Amerikaner, befeuert.
Die Debatte wurde nicht strikt entlang der Parteigrenzen geführt. Viele, die nach einer Grenze bei 54°40′ Nord schrien, brachten die Nordstaatler gegen Polks Willen zum Kompromiss über die Grenze im Pazifischen Nordwesten auf. Polks kompromissloses Streben nach Texas, eine für die Sklavenhalter der Südstaaten vorteilhafte Akquise, erzürnte viele Verfechter von „54-40“, da Polk selbst ein Südstaatler und Sklavenbesitzer war. Wie der Historiker David M. Pletcher anmerkte, schien „Fifty-Four Forty or Fight“ eher an die Südstaatler-Aristokratie adressiert als an das Vereinigte Königreich.:335–337
Moderate Vertreter wie Webster warnten, dass die Vereinigten Staaten einen Krieg gegen das Britische Weltreich nicht gewinnen könnten; Verhandlungen könnten immer noch die territorialen Ziele der USA erreichen. Webster vertraute am 26. Februar 1846 seinem persönlichen Freund Viscount Ossington an, dass es eine „komplette Torheit und ein gewaltiges Verbrechen“ sei, wenn die beiden Nationen über den Streit um den Pazifischen Nordwesten einen Krieg anzettelten.

### Britische Reaktion

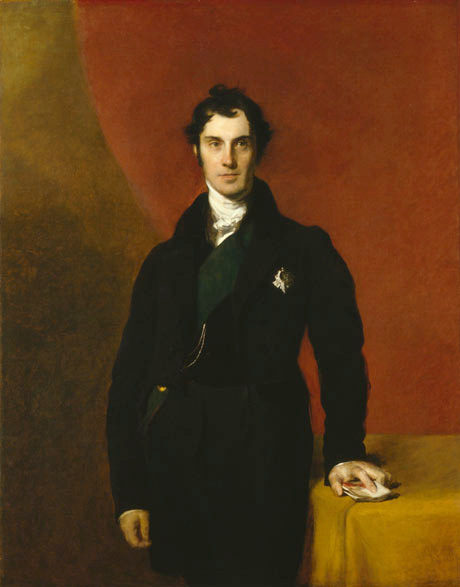
Außenminister Lord Aberdeen wurde entsandt, um friedliche Beziehungen zu den Amerikanern aufrechtzuerhalten und zu beurteilen, ob das im Oregon-Grenzstreit fragliche Territorium unbedeutend sei.

#### Seestreitkräfte im Pazifik
Zur Hochzeit der Spannungen mit den Vereinigten Staaten, 1845 und 1846, gab es mindestens fünf Schiffe der britischen Kriegsmarine, die im Pazifischen Nordwesten operierten. Das mit 80 Kanonen bestückte Linienschiff HMS Collingwood wurde 1845 unter CinC Rear Admiral Sir George Francis Seymour mit Befehl zum Bericht über die Situation in der Region nach Valparaíso verlegt. Die HMS America unter dem Kommando von Captain John Gordon (dem jüngeren Bruder des Außenministers Aberdeen), wurde deshalb im selben Jahr nach Norden gesandt. Roderick Finlayson, leitender Angestellter der HBC, führte die Marineoffiziere zu einer Tour über Vancouver Island, wo Gordon seiner negativen Beurteilung der Nordwest-Region Ausdruck gab. Während einer Hirschjagd auf der Insel informierte Gordon Finlayson, dass er „nicht einen der blanken Felsen Schottlands für alles, was er ringsum sah, geben“ würde.:15 Die America fuhr am 1. Oktober 1845 aus der Juan-de-Fuca-Straße ab. Die Modeste erreichte den Columbia River und Fort Vancouver am 30. November 1845, wo sie bis zum 4. Mai 1847 verblieb. Die Modeste wurde von den amerikanischen Kolonisten im Willamette Valley als nicht vorteilhaft angesehen, sie fühlten sich von dem großen Kriegsschiff bedroht. Die Beziehungen besserten sich, nachdem die Offiziere am 3. Februar 1846 einen Ball in Vancouver organisiert hatten; später gab es Theateraufführungen durch die Schiffsmannschaft, darunter Love in a Village, eine Oper von Thomas Arne, und The Mock Doctor, ein Stück von Henry Fielding, sowie einige Picknicks.
Die HMS Fisgard war die erste Verstärkung, die von der Pacific Station von Rear Admiral Seymour im Januar 1846 in die Region beordert wurde. Captain Duntze sollte „den Untertanen Ihrer Majestät in Oregon und an der Nordwestküste Unterstützung liefern …“ und jegliche potenzielle Konfrontation mit US-amerikanischen Siedlern vermeiden. Am 5. Mai erreicht die Fisgard Fort Victoria. Sie wurde am 18. nach Fort Nisqually verlegt, wo sie bis Oktober verblieb. Um andere britische Schiffe zu unterstützen und komplizierte Kanäle und Flüsse zu befahren, erreichte der Raddampfer HMS Cormorant die Juan-de-Fuca-Straße im Juni. Zwei Erkundungsschiffe wurden im Juni 1845 von Plymouth verlegt, die HMS Herald und die HMS Pandora, um die Küste Amerikas zu kartieren. Die Schiffe erreichten Cape Flattery am 24. Juni 1846. Die Cormorant nahm die Herald drei Tage später nach Fort Victoria ins Schlepptau.:100 Die Herald und die Pandora verbrachten mehrere Monate mit der Kartierung von Puget Sound und Vancouver Island bis zum 2. September. An diesem Tag fuhren sie nach Oberkalifornien ab.:112 Die Fisgard und die Cormorant fuhren nach Valparaíso im Oktober ab. Nachdem die Modeste als einziges britisches Schiff im Jahr 1847 in der Region zurückblieb, „schien [der Oregon-Kompromiss] die Schärfe aus dem Interesse der Royal Navy an der Nordwestküste genommen“ zu haben.

#### Kriegsplan
Wegen seiner intensiven Reisen durch alle Stationen der HBC, instruierte Gouverneur Pelly George Simpson, einen Plan für die britische Regierung zu entwerfen, nach dem Feindseligkeiten mit den Amerikanern entstehen könnten.:236-237 Der Vorschlag wurde am 29. März 1845 fertiggestellt und Simpson bezeichnete zwei Gebiete, in denen Offensiven gestartet werden könnten. Die Red-River-Kolonie würde die Operationsbasis für Streifzüge in die Great Plains bilden, eine expansive Region, die damals nur spärlich von Amerikanern besiedelt war.:236-237 Eine Miliz aus Métis-Kämpfern und benachbarten First Nations wie den Anishinabe sollte zusammen mit einer Infanterie-Garnison der British Army gebildet werden. Um den Pazifischen Nordwesten und den Columbia River zu sichern, dachte Simpson Cape Disappointment eine kritische Bedeutung zu. Ein Marineverband aus zwei Dampfschiffen und zwei Linienschiffen sollte eine Einheit der Royal Marines zur Errichtung einer Küstenbatterie dorthin bringen.:236-237 Die Rekrutierung, so hoffte Simpson, würde eine von den Offizieren der regulären Armee geführte Streitmacht aus 2.000 Métis und Indigenen der Nordwestküste in die Region bringen. Sein Vorschlag traf schnell auf das Interesse der britischen Regierung, als er mit Premierminister Peel und Außenminister Aberdeen am 2. April zusammentraf. Eintausend britische Pfund wurden ausgesetzt, um die Grundlage für defensive Operationen im Pazifischen Nordwesten zu bilden.:236-237 Der Kriegs- und Kolonieminister Lord Stanley favorisierte den Plan und erklärte, dass die HBC die militärischen Operationen westlich von Sault Ste. Marie zu finanzieren habe.:240

## Lösung
Aberdeen hatte wenig Intention, aufgrund einer Region auf einen Krieg zuzusteuern, die für das Vereinigte Königreich von untergeordneter ökonomischer Bedeutung war. Die Vereinigten Staaten waren vielmehr ein wichtiger Handelspartner, insbesondere beim Bedarf amerikanischen Weizens beim Einsatz während der Großen Hungersnot in Irland. Aberdeen und Pakenham handelten von einer Position der Stärke aus. Der Schlüssel war die überwältigende Seemacht, welche die Briten gegen die Vereinigten Staaten zur Geltung bringen konnten; hinzu kam eine diplomatische und politische Landschaft, die letztendlich günstig für das britische Ziel, ihre Interessen robust, doch ohne bewaffneten Konflikt zu schützen, war. Die britischen Politiker und Marineoffiziere erkannten letztendlich, dass jeglicher Konflikt bezüglich der Grenze in Oregon wie schon der Krieg von 1812 an der Ostküste der Vereinigten Staaten und den Großen Seen unbefriedigend für sie gelöst würde. Die Präsenz der Royal Navy an der Atlantikküste war zahlenmäßig weit weniger stark als die der Amerikaner; bisher war die allgemeine Überlegenheit über die U.S. Navy entscheidend für die US-amerikanischen Entscheidungen während der Krise, insbesondere für ihre Kompromissbereitschaft, gewesen. Louis McLane, der US-amerikanische Minister im Vereinigten Königreich, berichtete am 2. Februar an Buchanan, dass die Briten darauf vorbereitet wären, „sofort um die dreißig Linienschiffe zu entsenden und Dampfschiffe und andere Schiffe in Reserve zu halten …“.:58 Polks Bluff hatte sich herumgesprochen.
Der amerikanische Diplomat Edward Everett kontaktierte den Führer der Whigs, John Russell, am 28. Dezember 1845 und unterstützte dabei eine Revision des amerikanischen Angebots, die es den Briten erlaubte, ganz Vancouver Island zu behalten. Er warnte Russell, dass einige einflussreiche Whigs die Verhandlungen abwürgen könnten. „Wenn Sie sich dafür entscheiden, die öffentliche Meinung in England gegen diese Basis des Kompromisses zu sammeln, würde es für Sir R. Peel und Lord Aberdeen nicht einfach werden, dieser zuzustimmen.“ Weil er den Columbia River immer noch für bedeutend für die britischen Interessen hielt, versicherte Russell Aberdeen seiner Unterstützung bei der Lösung der Oregon-Frage. Während Everett einflussreich in dieser politischen Bewegung war, schien es Russell, wie Frederick Merk ausführte, „umsichtiges politisches Verhalten der Whigs“, Aberdeen in diesem Fall zu unterstützen.:339
Obwohl Polk den Kongress im Dezember 1845 aufgerufen hatte, den Beschluss über die Beendigung der gemeinsamen Besetzung mit den Briten zu verabschieden, geschah dies nicht bis zum 23. April 1846, als beide Häuser zustimmten. Die Verabschiedung verzögerte sich vor allem im Senat durch die fortgesetzte Debatte. Mehrere Senatoren aus den Südstaaten wie William S. Archer und John M. Berrien waren hinsichtlich der militärischen Kapazitäten des Britischen Weltreichs vorsichtig. Letztendlich wurde eine gemäßigte Resolution verabschiedet, deren Text beide Regierungen aufforderte, die Sache gütlich beizulegen.
Trotz der großen Differenzen hatten die gemäßigten Kräfte über die Kriegstreiber gesiegt. Anders als die Demokraten des Westens wollten die meisten Kongressabgeordneten – wie Polk – nicht für 54°40′ kämpfen.:351 Die Polk-Administration machte daraufhin bekannt, dass die britische Regierung Formulierungen für ein Abkommen liefern sollte. Ungeachtet der abgekühlten diplomatischen Beziehungen war die Wiederholung des Britisch-Amerikanischen Krieges bei keiner der Regierungen populär. Zeit war von enormer Wichtigkeit, weil es wohlbekannt war, dass die Peel-Regierung mit der bevorstehenden Aufhebung der Getreide-Gesetz im Vereinigten Königreich fallen würde; die Verhandlungen müssten mit einer neuen Regierung erneut beginnen. Zu einer Zeit, in der die Ausgewogenheit der Machtverhältnisse in Europa ein deutlich drückenderes Problem darstellte, wäre ein Krieg mit einem wichtigen Handelspartner der britischen Regierung nicht bekommen. Aberdeen und McLane arbeiteten rasch einen Kompromiss aus und übersandten diesen an die Vereinigten Staaten.

## Oregon-Kompromiss

Das Oregon-Territorium wie es nach dem Oregon-Kompromiss gegründet wurde (heutige Grenzen von Bundesstaaten sind gestrichelt eingezeichnet)

Pakenham und Buchanan setzten einen formellen Vertrag auf, der als Oregon-Kompromiss bekannt wurde, welcher vom Senat am 18. Juni 1846 mit 41 zu 14 Stimmen ratifiziert wurde. Die Grenze wurde auf den 49. Breitengrad festgesetzt, was dem ursprünglichen Vorschlag der Vereinigten Staaten entsprach; außerdem wurden den in der Region lebenden Briten Schifffahrtsrechte auf dem Columbia River gewährt. Senator William Allen, einer der erklärtesten Befürworter des 54-40-Anspruchs, fühlte sich von Polk hintergangen und legte seinen Vorsitz im Senatsausschuss für Außenpolitik nieder. Die Unterzeichnung des Vertrages beendete die gemeinsame Besetzung der Region und machte die meisten Siedler in Oregon südlich des 49. Breitengrades zu Staatsbürgern der Vereinigten Staaten.:60

Henry Commager schätzte die Faktoren für die Besiedlung als „eine Kombination temporärer, zufälliger und den Umständen geschuldeter Phänomene, ohne Belang für die örtliche Situation, größtenteils außerhalb der amerikanischen Kontrolle und für den amerikanischen Einfluss fremdartig“ ein. Der Kanadier Hugh LL. Keenlyside, Professor und Diplomat, und der US-Amerikaner Gerald S. Brown schrieben ein Jahrhundert nach Abschluss des Vertrages, 
„unter den gegebenen Bedingungen , war [er] angemessen und fair. Keine Nation hatte einen genauen rechtlichen Titel auf irgendetwas in diesem Territorium, und das Ergebnis war eine faktische Gleichteilung. Großbritannien bekam die besseren Häfen und größere Vorkommen an mineralischen Rohstoffen, Holz und Fisch; die Vereinigten Staaten erhielten viel mehr landwirtschaftliche Nutzfläche und ein Gebiet, das insgesamt ein besseres Klima hat. Die Entscheidung ist darüber hinaus in der Hinsicht fast einzigartig unter den amerikanischen Grenzstreitigkeiten, als dass sie durch beide Nationen mit angemessener Befriedigung akzeptiert wurde. Ein besserer Nachweis von Gerechtigkeit könnte schwerlich gefordert werden.:171“
Die Formulierungen des Oregon-Kompromisses waren in der Essenz dieselben, die früher von der Tyler-Administration verwendet wurden, und stellten daher einen diplomatischen Sieg für Polk dar.:136 Polk jedoch wurde oft für sein Handeln in der Oregon-Frage kritisiert. Der Historiker Sam W. Haynes charakterisiert Polks Politik als „Brinkmanship“ (dt. etwa „Spiel mit dem Feuer“), welches „die Vereinigten Staaten gefährlich nah an einen nutzlosen und potenziell desaströsen Konflikt“ führte.:194 David M. Pletcher merkt an, dass während Polks bellizistischer Standpunkt das Nebenprodukt interner amerikanischer Politik gewesen sei, die Kriegsgefahr „großenteils seine eigene Schöpfung“ gewesen sei und „mit ausgeklügelterer Diplomatie“ hätte vermieden werden können.:592 Laut Jesse Reeves sei es so gewesen, dass „wäre Palmerston in Aberdeens Position zur Zeit von Polks 'robustem' Angebot, hätte Polk Oregon verlieren können“.:263 Aberdeens Wunsch nach Frieden und guten Beziehungen mit den Vereinigten Staaten „sind verantwortlich für die Einigung, die Polk durch eine resolute Politik erreicht zu haben glaubte. Dass Aberdeen von Polk ‚geblufft‘ worden sei, ist absurd“.:263
Der Vertrag war hinsichtlich der Grenzziehung mehrdeutig formuliert, die „dem tiefsten Kanal“ außerhalb der Juan-de-Fuca-Straße folgen sollte und das Schicksal der San Juan Islands im Unklaren ließ. Nach dem „Schweinekonflikt“ führte das Schiedsgericht des deutschen Kaisers Wilhelm I. 1871 zum Vertrag von Washington, welcher den USA die gesamten Inseln zusprach.
Politiker und Öffentlichkeit in Oberkanada waren mit dem Oregon-Kompromiss unzufrieden, da die Briten einmal mehr ihre Interessen ignoriert hätten; sie suchten in internationalen Angelegenheiten nach größerer Autonomie.

## Historische Karten
Die Grenze zwischen den britischen und den US-amerikanischen Territorien wurde von Zeitgenossen unterschiedlich dargestellt:

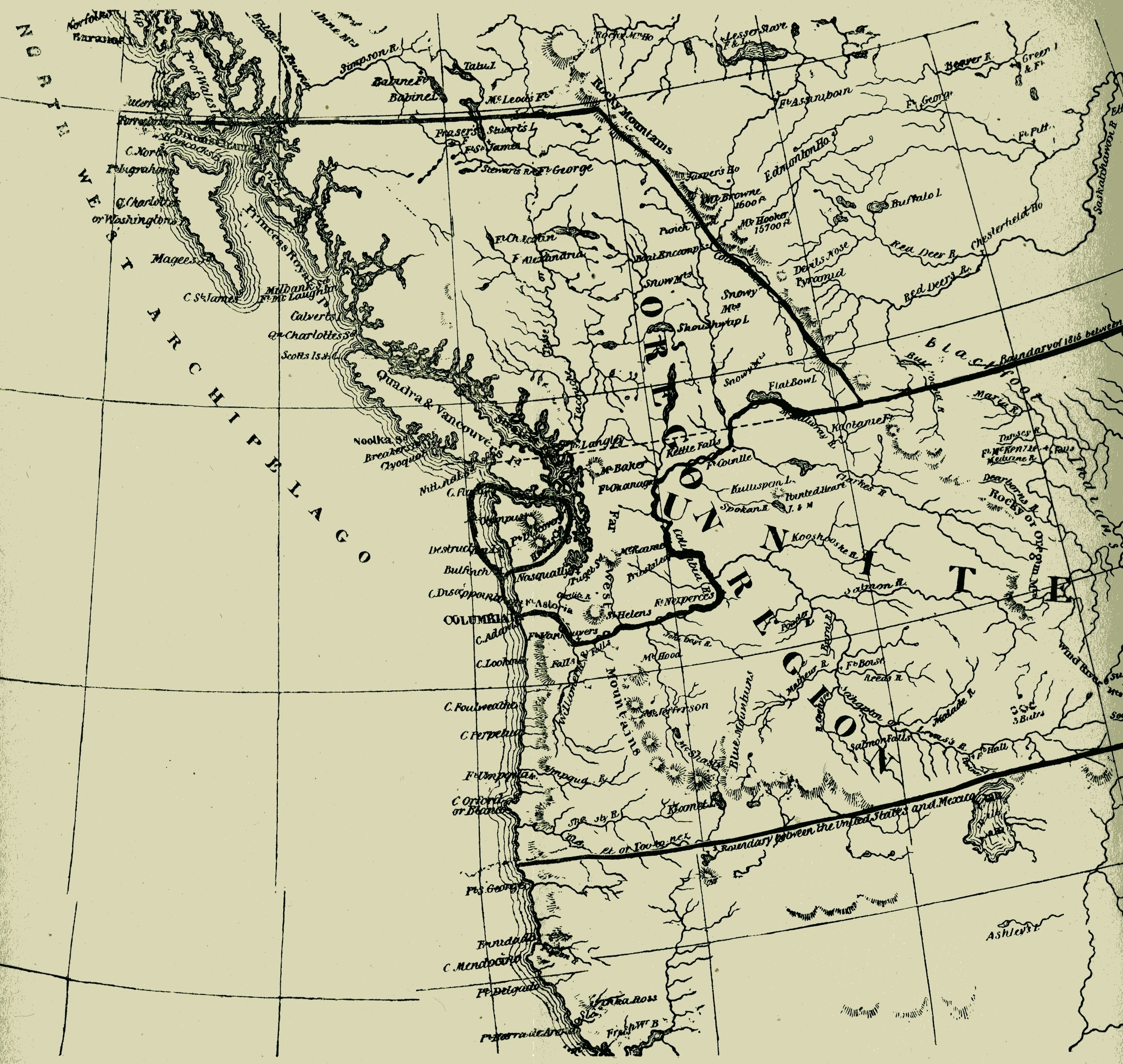
Der Vorschlag von Huskisson und Addington von 1826
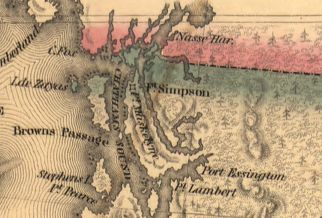
Eine Karte der Vereinigten Staaten zeigt 54°40′ Nord nahe Fort Simpson als Grenze
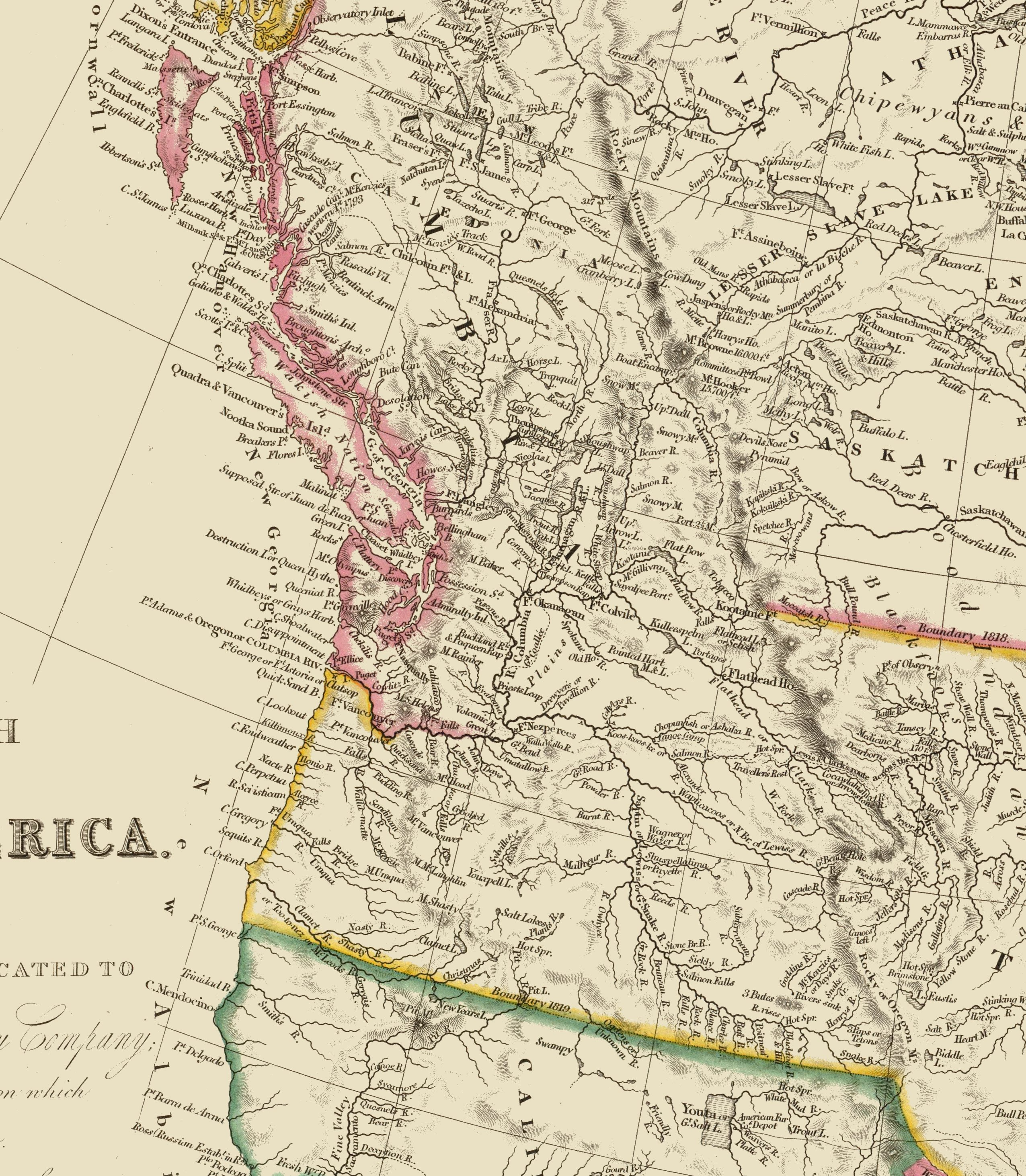
Eine britische Karte von 1844 British zeigt den Columbia River als Grenze
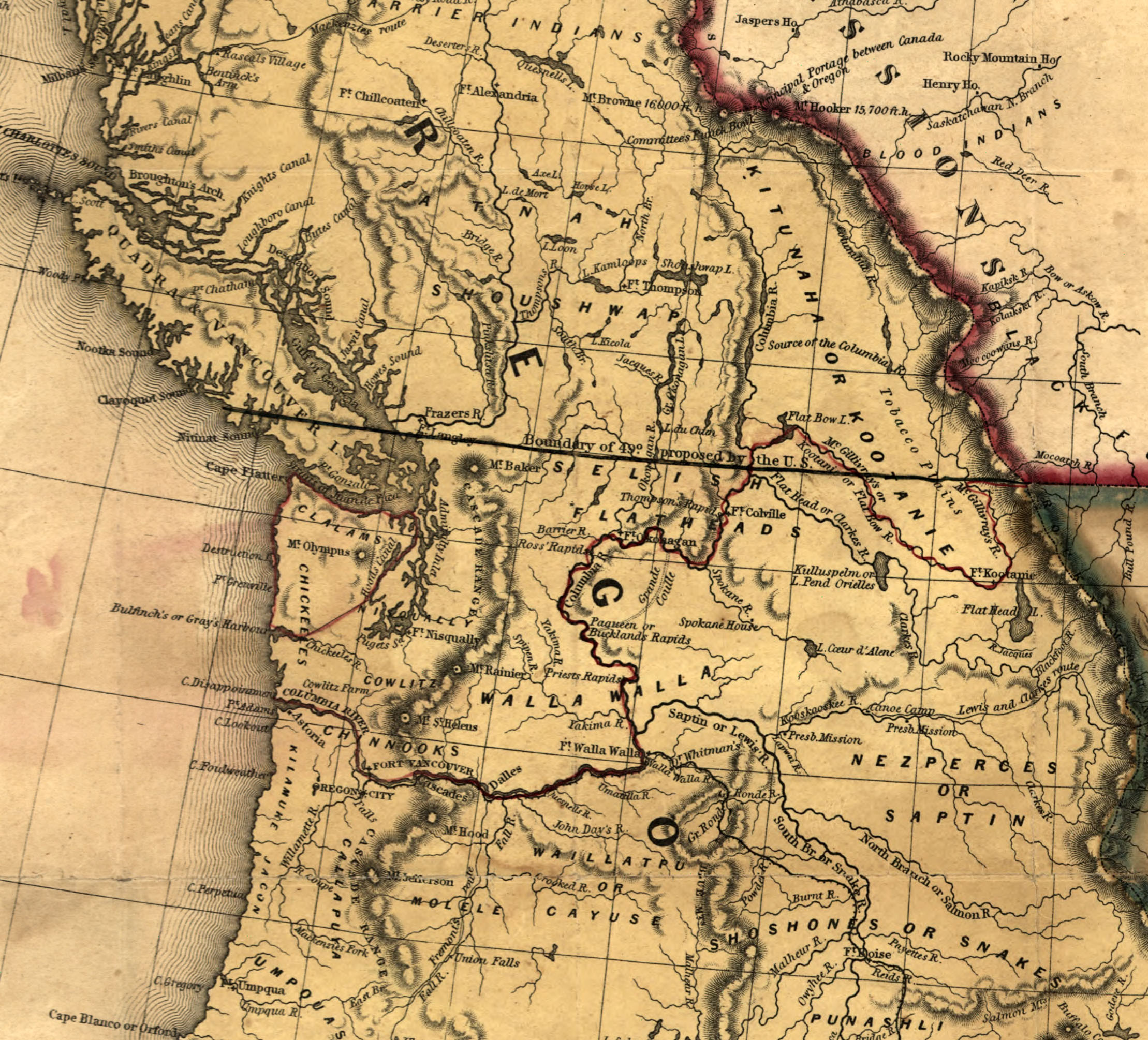
Eine Karte von 1846 zeigt den 49. Breitengrad als Grenze quer über Vancouver Island

## Weitere Quellen
- Sir James Douglas, Chapter V The Oregon Boundary, Robert Hamilton Coats and R. Edward Gosnell, publ. Morang, Toronto, 1908
- A history of British Columbia, Chapter IX "The Oregon Boundary", pp 89-96, E.O.S. Scholefield, British Columbia Historical Association, Vancouver, British Columbia, 1913